# سنتيوتل

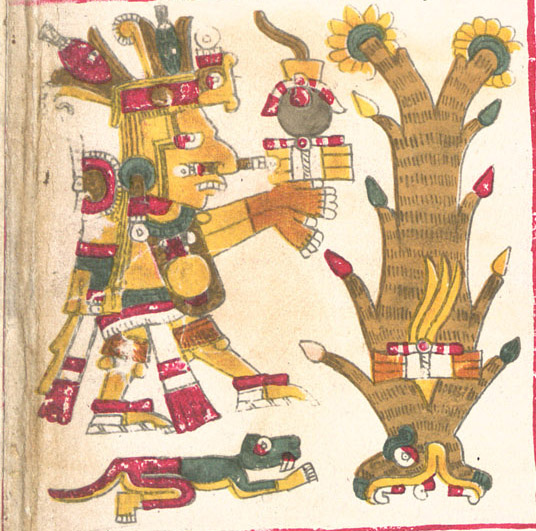
سِنتيوتل كما هو موضح في مخطوطة بورجيا.

سِنتيوتل (بالإنجليزية: Centeotl)‏ في أساطير الأزتيك هو الرب الأزتيكي للذرة، الذي يبدو أنه كان ربة الذرة في العصور القديمة. وهو ابن تلازوتليك Tlazolteotl وأحيانا يُشار إليه باعتباره زوج إكسوشيكويتزال Xochiquetzal. إنَّ سِنتلِ Cintli تعني «الذرة المجففة التي لا تزال في الكوز» وتِيوتل teōtl تعني «الإله». وفقًا لكود فلورنساين، سِنتيوتل هو نجل إلهة الأرض، تلازوتليك وإله الشمس بلتزينتيكوتلي، كوكب عطارد. وفقًا للمصادر، فإن سِنتيوتل هو إله الذرة والكفاف، وسِنتيوتل يتوافق مع شيكومي كوتل Chicomecoatl، إلهة الزراعة.